# Шварценберг, Карел VI
Карел VI Шварценберг (чеш. Karel VI. Schwarzenberg; полное имя Карл Фридрих Мария Иосиф Иоганн фон Непомук Кирилл Мефодий цу Шварценберг, нем. Karl Friedrich Maria Joseph Johann von Nepomuk Cyrill Method Fürst zu Schwarzenberg, или Карел Бедржих Мария Йозеф Ян Непомуцкий Цирил Методей, князь Шварценбергский (чеш. Karel Bedřich Maria Josef Jan Nepomucký Cyril Metoděj kníže ze Schwarzenbergu; 5 июля 1911 года, Чимелице, Королевство Богемия — 9 апреля 1986 года, Вена, Австрия) — чешский политический деятель, писатель, геральдик, унтер-офицер Чехословацкой армии. Был главой «Орлицкой» ветви (секундогенитуры) династии Шварценбергов. Отец Карела Шварценберга.
В политическом плане был монархистом, консерватором и чехословацким националистом. Также симпатизировал зелёной политике, которую считал принципиально консервативной темой.

## Биография

### Детство
Родился 5 июля 1911 в Чимелице (сегодня район Писек Южночешского края), где у семьи находился барочный замок с 1720 года. Был первым сыном Карла V фон Шварценберга и его жены графини Элеоноры Клам-Галлас (внучка Эдуарда Клам-Галласа). В возрасте трёх лет лишился отца, тот погиб от дизентерии, будучи лейтенантом уланов австро-венгерской армии, под Вуковаром на сербском фронте Первой мировой войны. Его мать позже снова вышла замуж за Зденко Радслава Кински из графского рода Кинских. Ещё в детстве он стал шестым князем младшей ветви династии, однако в 1918 году в новообразованной Чехословакии было официально упразднено разделение людей на сословия и дворянские титулы.

### Образование и деятельность
В юности писал под псевдонимами «Бойна» или «Стршеда».
В 1929 году окончил Пражскую академическую гимназию. Затем он изучал лесное хозяйство в Пражском техническом университете, а затем историю и геральдику у профессора Йосефа Пекаржа.
В 1933 году взял на себя управление семейным имуществом и в 1934 году женился на Антонии Леонтине фон Фюрстенберг.
В 1930-х годах он присоединился к «Движению за новую Чехословакию» (также известному как Влайка). Движение поддерживало идеи чехословацкого национализма и фашизма, и выступало против капитализма, марксизма и немецкого нацизма. Движение также было антисемитским хоть и более умеренным, чем нацисты. После Мюнхенского соглашения 1938 года, движение предложило Шварценбергу стать их кандидатом на пост главы государства, и даже его отчим Зденко Радслав Кински и другие газеты говорили о нём, как о возможном преемнике Эдварда Бенеша. Однако препятствием был его относительно молодой возраст и тот факт, что он был предложен партией, которая уже была де-факто пронацистской организацией. Данное участие в жизни этой политической партии вызвало большой резонанс во время выдвижения его сына на пост президента Чехии в 2013 году, многие ошибочно называли его коллаборационистом, что, впрочем, не имеет никакого смысла, поскольку тот был чехословацким патриотом и презирал нацизм.
Во время нарастающего Судетского кризиса, вылившегося впоследствии в Мюнхенское соглашение, сформулировал текст первой деклараций чешского дворянства 1938 и 1939 годов — «Декларации представителей исторического дворянства», которая была представлена президенту Эдварду Бенешу в сентябре 1938 года группой из 12 представителей дворянских родов во главе с его отчимом Зденком Радславом Кинским. В декларации дворянство выступило за нерушимость исторических границ Чешского государства и выразила верность старых чешских родов Чехословацкой Республике во время надвигающейся немецкой угрозы. Также был участником второй дворянской декларации в январе 1939 года.

### Немецкая оккупация
После падения Второй республики, оккупации немецкими войсками остатков страны и образования Протектората Богемии и Моравии в марте 1939 года, отказался стать гражданином Рейха и объявил что является частью чешского народа. Он подтвердил эти слова в сентябре 1939 года, подписав третью дворянскую декларацию — «Национальную декларацию чешского дворянства», главным автором которой был его брат Франтишек Шварценберг. Несмотря на давление со стороны нацистов, декларацию подписали более 80 чешских дворян. Его имущество было одним из немногих, которое по приказу Рейнхарда Гейдриха перешло под принудительное управление оккупационными властями.
Карел и его семья были вынуждены покинуть свою резиденцию в замке Орлик и переехать в небольшой замок в Чимелице, где он посвятил себя написанию исторических трудов. В апреле 1945 года по его инициативе в Чимелице был образован нелегальный муниципальный национальный комитет, готовивший антигерманское восстание. Вместе со своим сводным братом Норбертом Кинским впоследствии участвовали в майском восстании в Чимелице. Карел он участвовал в разоружении венгерских солдат, расквартированных в корчме «На Книжеци». Во время восстания пострадал в результате аварии на мотоцикле. Его представлял его сводный брат Норберт Кински во время переговоров о капитуляции отрядов СС под руководством генерала Карла фон Пюклера.
После окончания войны, 4 июня 1945 года был избран председателем Революционного национального комитета в Чимелице, которым руководил после этого почти год. Был награждён чехословацким военным крестом. После войны восстановил контроль над всем своим имуществом, но уже в 1948 году имущество Орлицкой ветви семьи Шварценбергов было полностью конфисковано новым коммунистическим режимом Чехословакии.

### Эмиграция
В декабре 1948 года, спустя 10 месяцев после коммунистического переворота, Карел, совершенно опустошенный, вместе со своей семьёй, решил отправиться в австрийское изгнание после выхода специального закона в связи с конфискацией имущества семьи Шварценбергов (Закон № 143/1947 Сб., принятый в июле 1947 года, так называемый Lex Schwarzenberg).
Со своей эмиграцией он не смирился. В Австрии посвятил себя главным образом управлению архивом Шварценбергов в замке Обермурау в деревне Мурау в Штирии, однако он также продолжал уделять значительное внимание чешской истории. Писательской и публицистической деятельностью он занимался еще до войны, но полностью развернул свое творчество только в эмиграции. Он писал в основном на чешском языке, однако изредка также писал на немецком, французском и английском языках. Часть его работ до сих пор остается в рукописях.
Был реставратором и первым чешским великим приором Военный и госпитальерский орден Святого Лазаря Иерусалимского с момента основания Великого чешского монастыря в 1937 году до 1973 года. Затем он получил титул Великого почётного приора. Духовным настоятелем после этого стал Франтишек Лобковиц. В эмиграции он также возобновил деятельность Чешского Великого Приората Мальтийского ордена, имущество которого на территории Чехословакии было национализировано.

### Смерть
Примерно к 70 годам его здоровье начало резко ухудшаться.
Скончался 9 апреля 1986 года в Вене.